# Vừng (cây gỗ lớn)
Vừng hay còn gọi mừng, san, vừng xoan (danh pháp khoa học: Careya arborea) là một loài thực vật có hoa trong họ Lecythidaceae. Loài này được Roxb. mô tả khoa học đầu tiên năm 1819.

## Hình ảnh

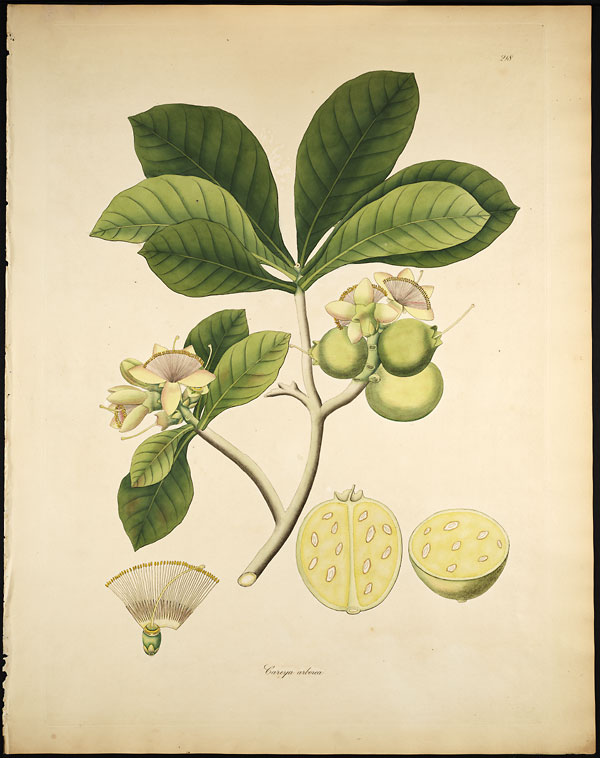
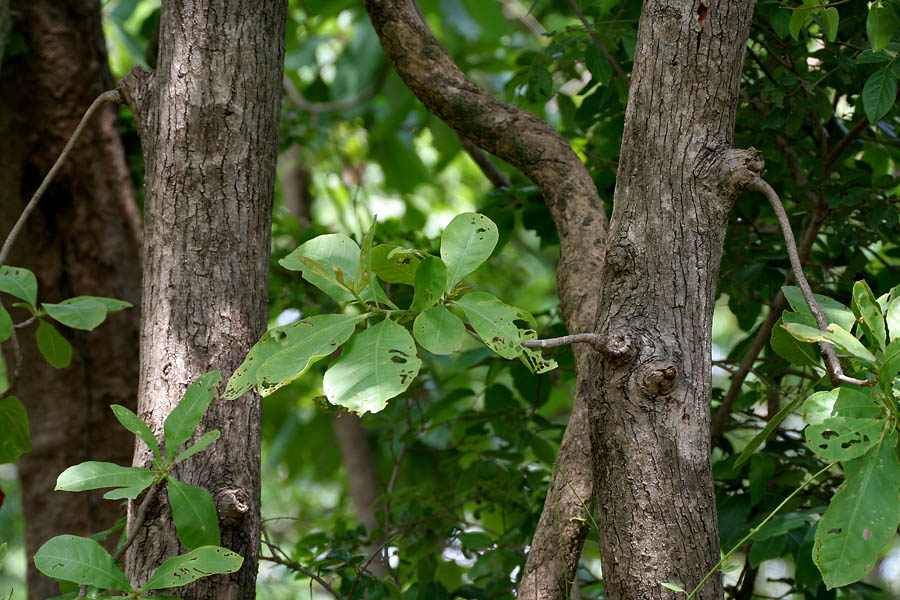
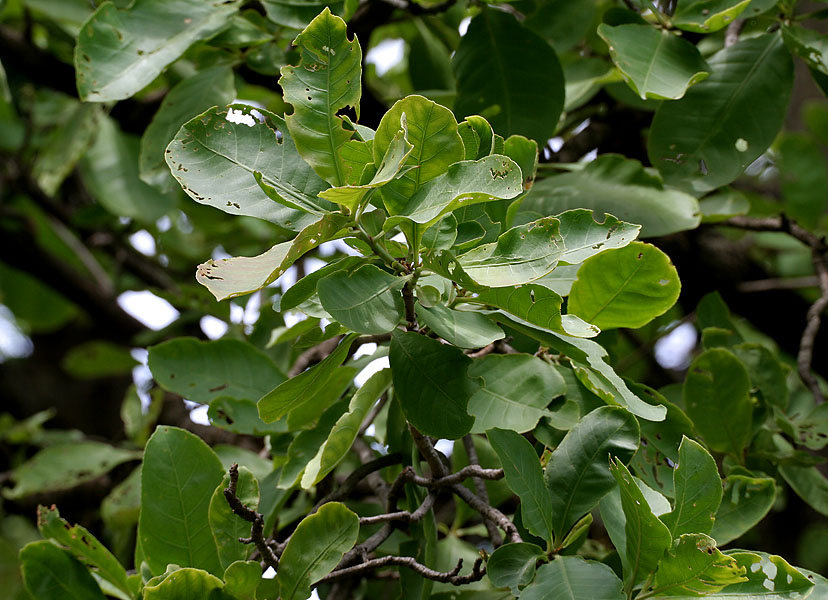
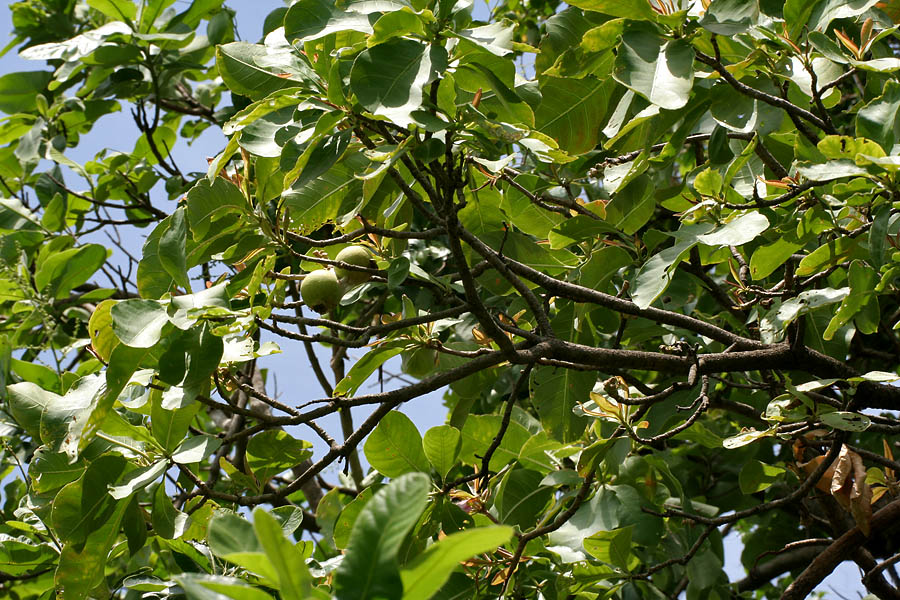